# Piazza IV Novembre
Piazza IV Novembre è situata nel centro storico di Perugia, e come scrisse Serafino Siepi, "è la piazza più bella e più vetusta della città, centrale alla medesima"
L'asimmetrica piazza si apre alla convergenza dei cinque assi viari che strutturano la città medievale e per la sua scenografia ha rappresentato in ogni epoca il luogo privilegiato delle funzioni urbane: qui era collocato l'antico foro e vi sono conservati monumenti connessi all'impianto urbanistico della città etrusco-romana.

## Storia

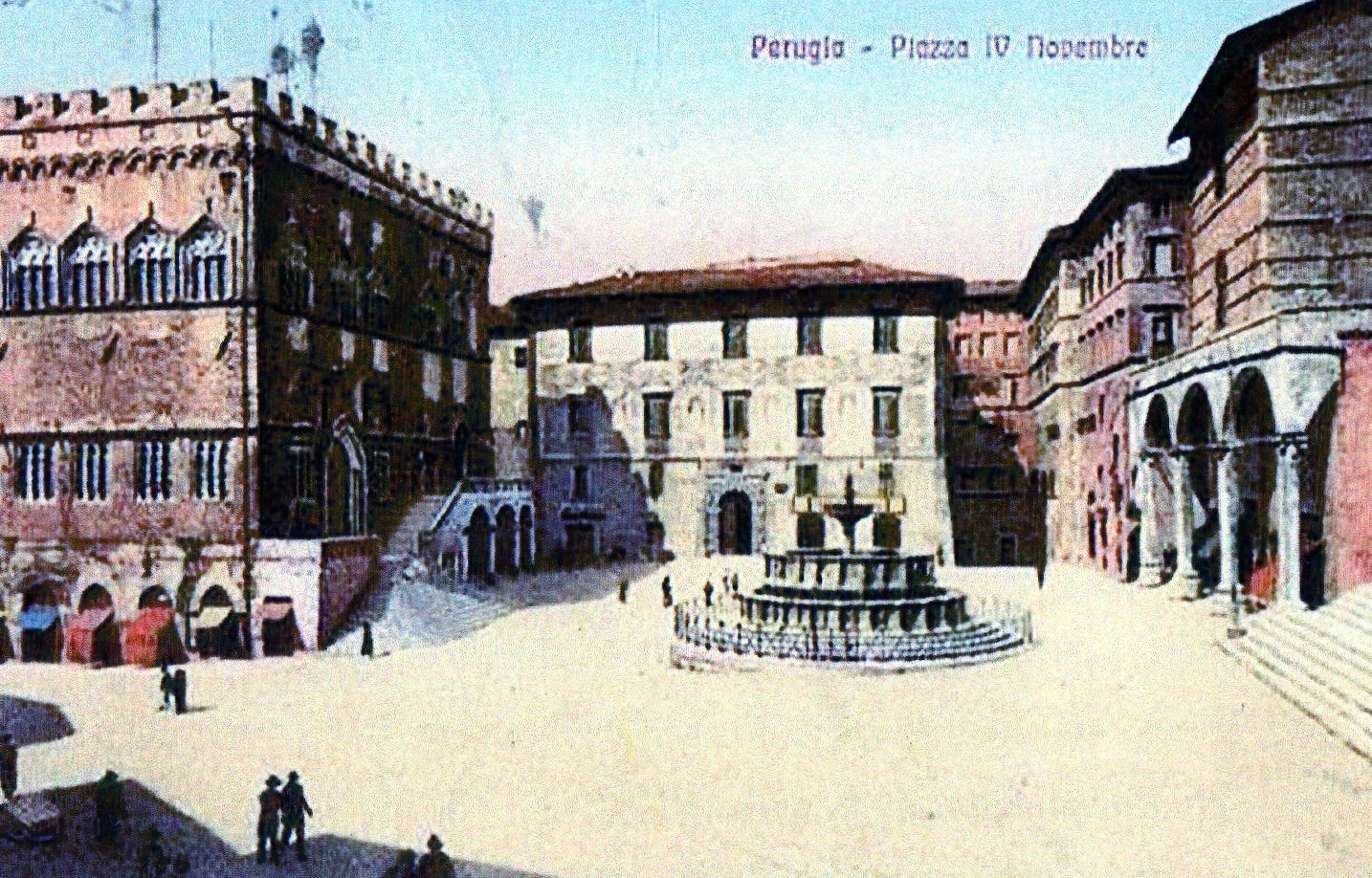
La piazza negli anni quaranta

Già luogo dell'antico Foro romano, divenne nell'Alto medioevo il fulcro convergente e punto di partenza delle cinque vie principali cittadine, le Vie Regali.
Nel X secolo la sede episcopale fu trasferita nel nuovo tempio di San Lorenzo, e la piazza si è qualificata quale spazio rappresentativo del potere politico-religioso, ruolo confermato successivamente dall'insediamento degli edifici del governo comunale.
L'assetto attuale è quello definito con la ristrutturazione della Platea Comunis o Magna (spazio compreso tra la cattedrale e l'odierna piazza della Repubblica), voluta dal Comune e attuata tra il XIII e il XV secolo, secondo un preciso progetto urbano teso a riqualificare l'acropoli cittadina, fulcro della vita collettiva della società comunale.  Nel 1253 si cominciò a mattonare la piazza del Comune di Perugia. L'intervento si concentrò sull'ampliamento della cattedrale di San Lorenzo e sull'edificazione del palazzo dei Priori. La piazza mutò il suo aspetto nel 1591 quando il legato pontificio Domenico Pinelli vi aprì una nuova e più ampia strada di accesso (l'attuale Via Calderini). La scena urbana è caratterizzata dalle naturali pendenze del terreno e sulla piazza si affacciano i maggiori monumenti cittadini.

### Intitolazione
In seguito alla battaglia di Castelfidardo, tutti i territori dell'Umbria e delle Marche si ricongiunsero al nascituro Regno d'Italia: l'annessione venne ufficializzata con il plebiscito del 4 novembre 1860, da cui l'intitolazione della piazza principale del centro di Perugia.

## Monumenti

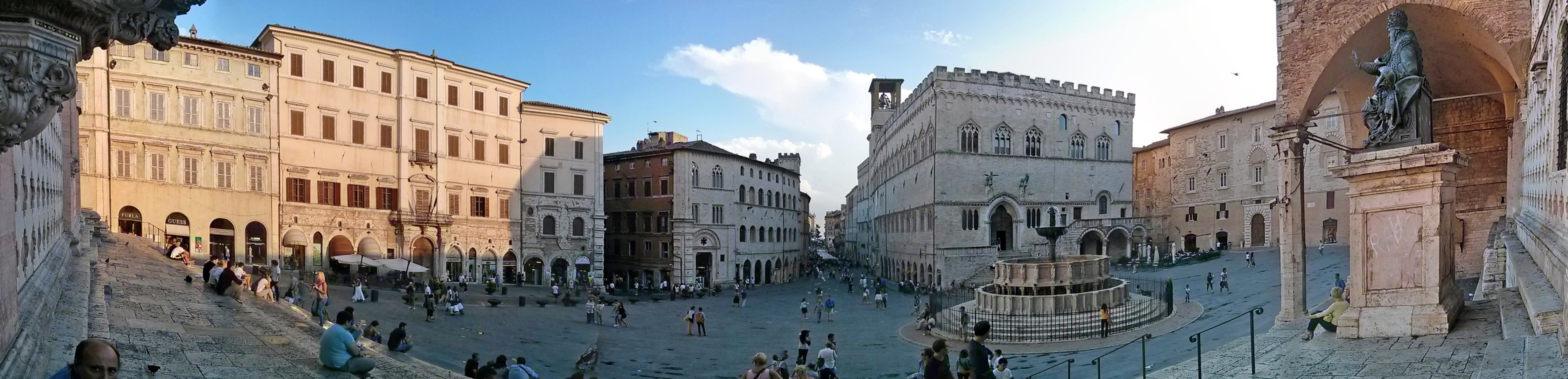
La piazza vista dalla cattedrale, con la prospettiva su corso Vannucci

### Fontana Maggiore

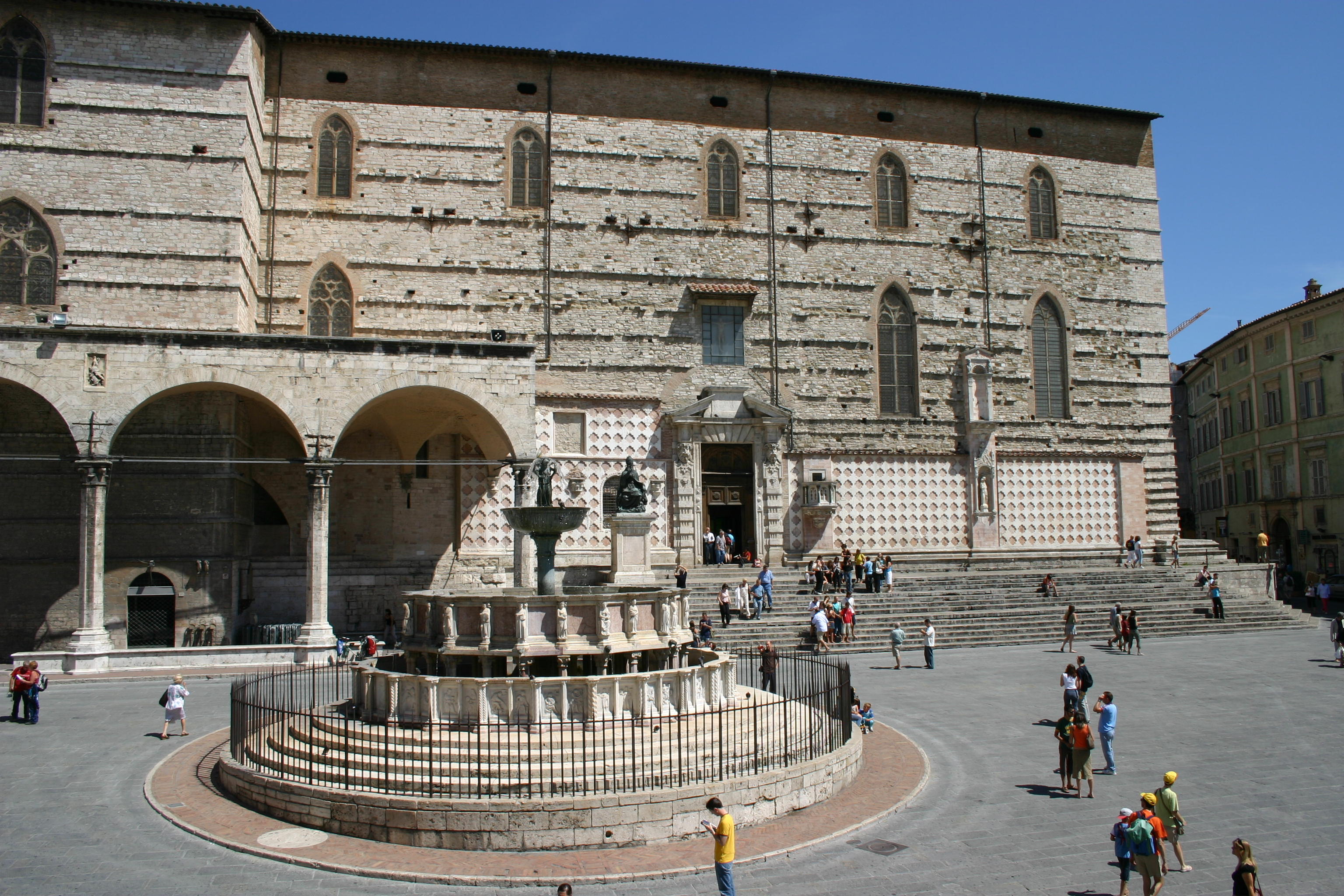
La cattedrale e la Fontana Maggiore

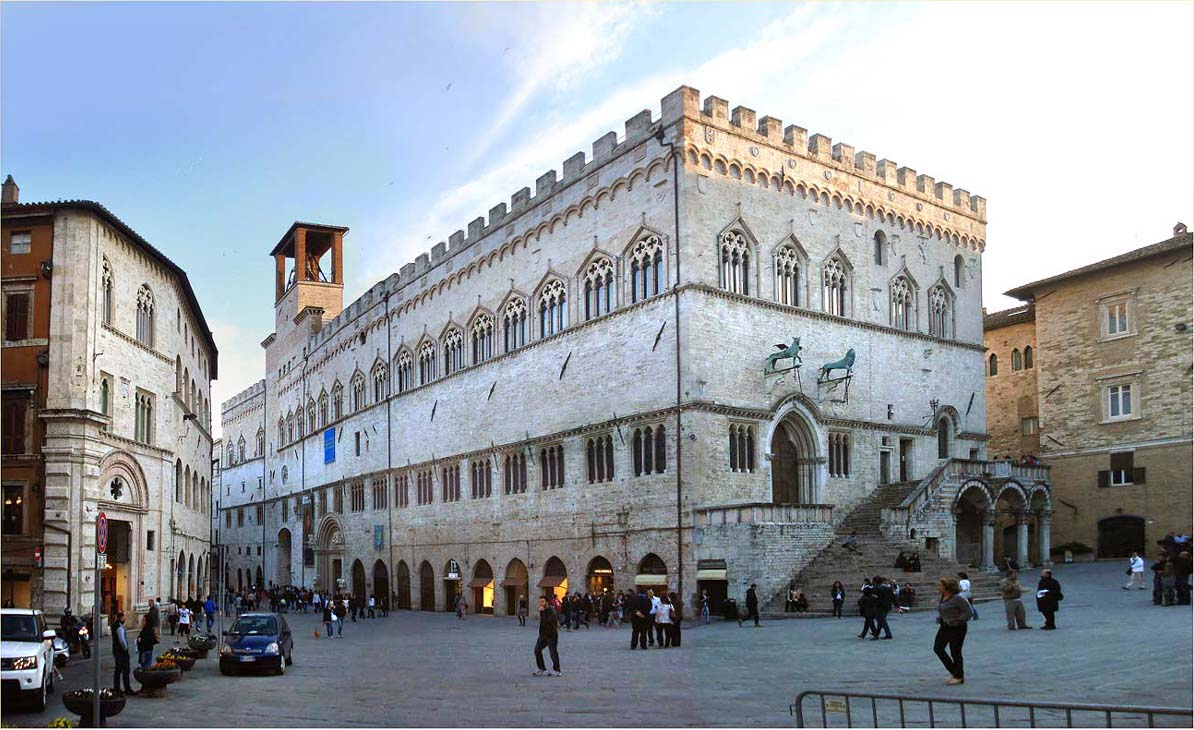
Il palazzo dei Priori.

Al centro della piazza è collocata la Fontana Maggiore, perno urbanistico e visivo della piazza. Opera della seconda metà del ‘200 di Nicola e Giovanni Pisano per il disegno e la decorazione, con la collaborazione tecnica e architettonica di Fra Bevignate e, per la parte idraulica, di Boninsegna Veneziano. Le decorazioni evocano, nel complesso messaggio iconologico, il programma politico e culturale del Comune perugino.

### Cattedrale di San Lorenzo
Sulla piazza, alta su una gradinata, si ammira la fiancata della cattedrale di San Lorenzo mettendo in mostra i preziosi marmi rosati. Il portale in travertino è di Ippolito Scalza su disegno di Galeazzo Alessi. L'edicola sovrastante accoglie un crocefisso di Polidoro Ciburri posto nel 1540, emblema della resistenza di Perugia nella Guerra del sale contro papa Paolo III. A sinistra del portale vi è la statua bronzea raffigurante il pontefice Giulio III realizzata da Vincenzo Danti, mentre sul lato destro spicca un prezioso pulpito quattrocentesco, detto di san Bernardino da Siena, dal quale il sant'uomo predicò molte volte nel 1425 e nel 1427.

### Palazzo dei Priori
Sulla parte opposta sorge il palazzo dei Priori, imponente esempio di architettura gotica. L'articolazione dei volumi, le asimmetrie e l'irregolarità dell'impianto, evidenziano la lunga fase costruttiva, protrattasi dal 1293-97 al 1443, e l'utilizzo di strutture edilizie preesistenti. Il palazzo è sede del Comune di Perugia e della Galleria nazionale dell'Umbria. La scalinata a ventaglio sale a un grande portale che dà accesso alla Sala dei Notari. In alto, poggiati su mensole, posano le copie del grifo perugino e del leone guelfo, i due simboli della città, i cui originali si trovano all'interno del palazzo. Il palazzo dei Priori, si allunga su corso Vannucci, e al pianterreno si trovano la sala del Collegio della Mercanzia e il Collegio del Cambio.

## Manifestazioni
Piazza IV Novembre è lo scenario di concerti estivi durante il festival Umbria Jazz. In autunno diventa sede della Fiera dei Morti, tradizionale evento che si tiene ogni anno dal 1260, in concomitanza della festività di Ognissanti. Da ricordare, infine, Eurochocolate, fiera del cioccolato nata nel 1994.
A giugno si svolge altresì "Perugia 1416", rievocazione storica in costume, della presa della città da parte di Braccio Fortebracci.